# 신오쿠보역 승객 추락 사고
신오쿠보역 승객 추락 사고(新大久保駅乗客転落事故)는 2001년 1월 26일 오후 7시 15분경에 일본 도쿄도 JR 동일본 야마노테선 신오쿠보역에서 일어난 인명사고이다.

## 사건의 전개

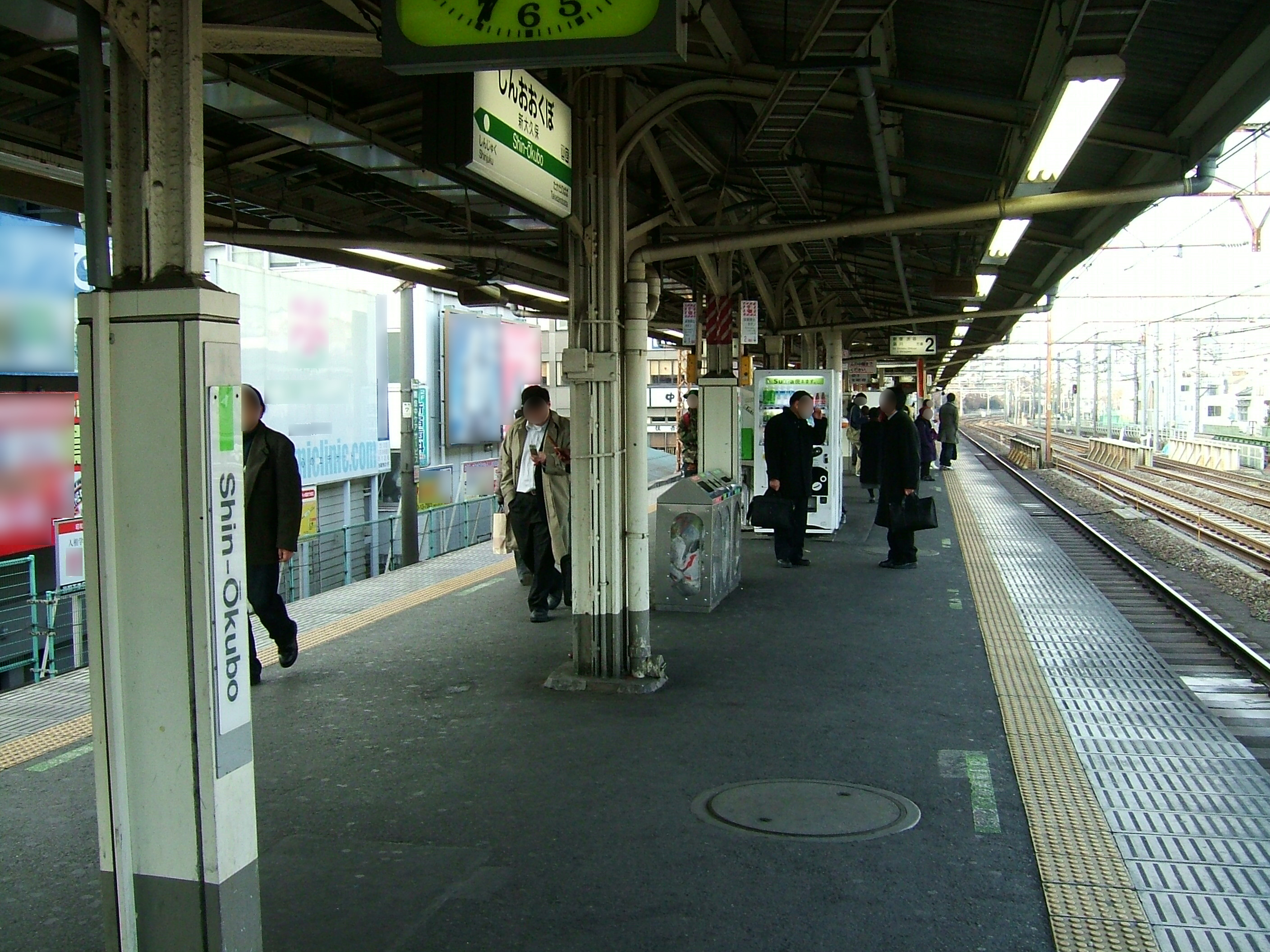
사건이 발생한 신오쿠보역 역사

신오쿠보역내 2번 승강장(신주쿠역, 시부야역, 시나가와역 방면)에서 사카모토 세이코(坂本 成晃)가 역내 편의점에서 구입한 술에 취한 채 플랫폼에서 선로로 떨어졌다. 205계 전동차가 신오쿠보역에 진입하고 있었으며, 선로에 떨어진 사카모토 세이코를 발견한 한국인 유학생 이수현은 선로로 뛰어 들었다. 요코하마에 사는 사진 작가인 세키네 시로(関根 史郎)도 이를 보고 같이 뛰어들었다. 이 때 두 사람이 뛰어내렸던 부분이 교량이라는 점 - 신오쿠보역 구내에는 사이쿄선, 쇼난 신주쿠 라인 등의 병행하는 타 선구로 건너갈 수 없는 교량구조물이 설치되어 있어 비상시에도 건너갈 수 없다. 205계 전차가 급정거를 걸었으나, 결국 사카모토 세이코, 이수현, 세키네 시로 3명 모두 사망하였다.

## 사후 대응
이 사건은 언론에 크게 보도되는 등 양국의 관심을 받았다. 사고가 일어난 신오쿠보역에는 추모 플레이트가 건립되고, 구조를 위해 뛰어들었다가 희생된 두 유족에게는 모리 요시로(森 喜朗) 전 내각총리가 편지를 보냈으며 일본 경시청에서 경찰협력장(警察協力章) 등이 수여되었고, 이수현에게는 국민훈장이 추서되었다.
이 사건을 토대로 일본 국토교통성(国土交通省, 한국의 국토교통부)은 열차의 속도가 빠른 역들에 대하여 역에 열차비상정지버튼을 설치하고, 추락감지매트의 정비와 동시에 플랫폼 아래에 여유 공간을 확보하였다. 그 결과 열차비상정지버튼은 일본 전국 약 1700역에 설치되었다. 인명 사고가 있던 해에 신오쿠보역에서는 추락자가 피할 수 있는 공간을 확장하는 공사를 진행하였다.
해당 철도운영회사인 JR 동일본에서는 사고의 원인을 취객으로 판단, 2005년까지 역 구내 매점에서의 주류 판매를 중단했으며 특히 역 구내 각종 사고 예방을 위해 열차비상정지 스위치를 설치하고 이를 홍보하는 등의 후속조치가 이루어졌으며 해당 노선인 야마노테선에는 2010년부터 스크린도어 설치 의무화를 추진하고 있다. 한편 한국에서도 승강장 추락 사고가 빈번하게 발생하고 있어서, 이를 막기 위해 한국의 거의 모든 지하철역에 스크린 도어를 의무적으로 설치하였다.

## 소재로 한 작품
2007년 이 사건을 바탕으로 한 영화 《너를 잊지 않을 거야》가 일본, 한국 (한국은 2008년 10월 30일에 공개)에서 개봉되었다.
요시다 슈이치의 소설 《요노스케 이야기》의 주인공 세상 요노스케는 사망한 일본인 사진사가 모델이다.

## 이수현
이수현(李秀賢)은 울산광역시 출신으로 1993년 고려대학교 세종캠퍼스 무역학과에 입학한 뒤 대학 재학 중에 1년 6개월간 일본어 공부를 했고 이를 바탕으로 일본을 정확하게 판단하고 올바르게 이해하여 한·일교역에 이바지하고 싶은 마음을 품게 되었다.
그리고 1999년 7월에 대학을 휴학한 뒤 이듬해인 2000년 1월에 일본 도쿄에 있는 아카몬카이 일본어 학교에 입학했으며 사망 후 유해는 1월 30일에 김해국제공항에 도착하여 자택 근처의 사찰인 정수사에 안치되었다가 4월 9일 부산시립 영락공원안에 있는 공동묘지에 안치되었다.
2001년 1월 31일 정부에서 의사자로 선정되었고 이후 국민훈장이 수여된 뒤 2월 24일 모교인 고려대 세종캠퍼스에서 학교 최초로 명예졸업장을 수여했고 부산에서는 제17회 부산광역시 자랑스러운 시민상 대상을 수여했으며 또한 사고 현장인 신오쿠보역에는 4월 15일에 추모 조형물이 역 구내에서 제막되었다.

## 일본 측의 서장

### 이수현에게 보내는 모리 요시로 전 내각총리의 편지 전문
勇気ある行為を称える辞

平成13年1月26日にＪＲ山手線新大久保駅において、線路に転落した男性を救出しようとして線路に降り立った、カメラマンの関根史郎さん（47歳）及び韓国人留学生の李秀賢さん（26歳）が、到着した電車にはねられ、尊い犠牲となられました。森総理は、お二人の勇気ある行為をたたえ、弔意を表する以下のような書状を差し上げました。あなたは平成十三年一月二十六日ＪＲ山手線新大久保駅において線路に転落した者を身の危険をかえりみることなく救出しようとして貴い犠牲となられましたあなたの人命を重んずる真に勇気ある行為を心から称えるとともにここに謹んで深く弔意を表します 平成十三年一月二十九日 内閣総理大臣　森喜朗

용기있는 행위를 기리는서

헤이세이 13(2001)년 1월 26일에 JR 야마노테선 신오쿠보역에서, 선로에 추락한 남성을 구출하기 위하여 선로에 스스로 내려간 카메라맨 세키네 시로 씨(47세) 및 한국인 유학생 이수현 씨(26세)가 도착한 열차에 치어 존엄한 희생을 당하셨습니다.
모리 총리는 두 분의 용기있는 행동을 기리며 조의를 표하는 아래의 서장을 보냈습니다.
귀하는 헤이세이 13년 1월 26일 JR야마노테선 신오쿠보역에서 선로에 추락한 자를, 본인의 신변의 위험에도 불구하고 구출하고자 하다가 귀중한 목숨을 잃으셨습니다.귀하의 인명을 중히 생각하는 실로 용기있는 행위를 마음 깊이 기림과 동시에, 여기에 삼가 고인에 대한 깊은 조의를 표합니다.
헤이세이 13년 1월 29일
내각총리대신  모리 요시로

大韓民国大統領

金大中　閣下
貴国の青年が日本人を助けようとして、自らの尊い命を失ったことを昨日ダボスより帰国して知りました。私は、全ての日本国民、そして閣下をはじめとする全ての韓国の皆様とともに、深い悲しみを感じております。亡くなられた李秀賢君の葬儀に先程出席し、ご両親に対し、心よりのお悔やみと感謝の気持ちを直接お伝えし、お慰め申し上げました。
李秀賢君の勇気ある崇高な行動は、日本国民に大きな感動を与えました。我が国と貴国の友情の架け橋となった李君のご冥福を心からお祈りすると共に、その勇気をたたえ、ご遺族と、韓国国民の皆様に限りない敬意を表します。
日本国内閣総理大臣
森　喜朗
平成１３年１月２９日

대한민국 대통령

김대중 각하
귀국의 청년이 일본인을 구하고자 하다가 귀중한 목숨을 잃은 것을, 어제 다보스에서 귀국한 후에 알게 되었습니다. 저는 모든 일본국민, 그리고 각하를 비롯한 모든 한국 국민 여러분들과 함께 깊은 슬픔을 느끼고 있습니다. 앞서 돌아가신 이수현 군의 장례식에 참석하여 이수현 군의 부모님께도 진심으로 조의 및 감사의 마음을 직접 전하고, 위로하여 드렸습니다.
이수현군의 용기 있는 숭고한 행동은, 일본 국민에게 커다란 감동을 주었습니다. 우리나라와 귀국의 우정의 가교가 된 이수현 군의 명목을 진심으로 빌며 그 용기를 기리고, 유가족 및 한국 국민 여러분께 무한한 경의를 표합니다.
일본국내각총리대신
모리 요시로
헤이세이 13년 1월 29일

1. 
2. 
3. 